# Ода фон Берг-Алтена
Ода фон Берг-Алтена (на немски: Oda von Berg-Altena, * ок. 1145; † 1224) е чрез женитба графиня на Графство Текленбург.

## Произход
Тя е дъщеря на граф Еберхард I фон Берг-Алтена (1150 – 1180), първият граф на Алтена, и съпругата му Аделхайд фон Куик-Арнсберг († 1200), дъщеря на граф Годфрид. Сестра е на Адолф I фон Алтена, архиепископ на Кьолн (1212 – 1216).

## Фамилия
Тя се омъжва за граф Симон фон Текленбург (1140 – 1202). Те имат децата:
- Хайлвиг (1178–сл. 1180)
- Ода (1180 – 1221), омъжена за Херман II от Липе (1175 – 1229)
- Йохан (1181 – 1198)
- Ото I (1185 – 1263), граф на Текленбург
- Хайнрих II (1186 – 1226), от 1202 съ-регент
- Адолф (1187 – 1216), от 1216 епископ на Оснабрюк (Светия)